# Calpurnus
Calpurnus là một chi ốc biển, là động vật thân mềm chân bụng sống ở biển thuộc họ Ovulidae.

## Các loài
Các loài thuộc chi Calpurnus bao gồm:
- Calpurnus verrucosus (Linnaeus, 1758)[2]